# Corne de chacal

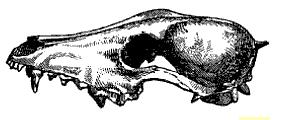
Illustration du crâne supérieur de Canis aureus naria, laissant apparaître la corne.

La corne de chacal est une excroissance osseuse qui peut parfois se former sur le crâne des Chacals dorés (Canis aureus). Cette « corne » mesure habituellement moins de 5 cm de long et elle est recouverte par la fourrure de l'animal. En Asie du Sud, elle est considérée comme dotée de pouvoir magique.
Les indigènes du Sri Lanka appellent cette excroissance narric-comboo, et tant les Tamouls que les Cingalais croient traditionnellement qu'elle est une amulette puissante pouvant exaucer des vœux et retourner à son propriétaire lorsqu'elle est perdue. Au XIXe siècle, certains Cingalais lui accordaient également le pouvoir de protéger son porteur au cours de poursuites judiciaires.
Selon des guérisseurs et shamans népalais[évasif], une corne de chacal peut être utilisée pour contacter, combattre et vaincre les esprits mauvais. Pour les Tharu, les cornes de chacal sont rétractiles et elles ne sortent que lorsque les chacals hurlent. Un chasseur qui réussit à extraire la corne doit la placer dans un coffret d'argent rempli de poudre vermillon, peut-être du cinabre (couleur), cette poudre est censée nourrir la corne et lui permettre de subsister. Une croyance tharu veut qu'une corne de chacal peut permettre à son propriétaire de voir dans l'obscurité et de séduire des femmes.
Dans la région de l'Indus, la corne de chacal est appelée Seear Singhi -  du perse Seah, « noir », et du Hindi Singh signifiant « corne » -  et elle est nouée au cou des enfants. Elles sont parfois vendues par des gens de basse caste, dans ce cas il est souvent estimé qu'il s'agit de morceaux de corne de cerf, que les gens de basse caste fourguent aux crédules.
Une croyance bengalie estime que lorsqu'elle est placée dans un coffre-fort, la corne de chacal peut tripler la somme d'argent présente. Des escrocs peuvent ainsi tromper leurs victimes en utilisant de fausses cornes et en leur offrant de les placer dans leur coffre dans le but de connaître l'emplacement de ce dernier[réf. à confirmer].